# 氷島
氷島（ひょうとう、Ice island）は、北極海に浮かんでいることのある氷でできた浮島である。表面は岩や砂や礫で覆われていたり、コケが生育している場合もある。定位置に存在しているわけではなく、また融解して消滅することもある。なお、流氷などは氷島とは言わない。

## 概要
地球の北極付近では、それまで知られていなかった島を発見しても、後日同じ場所を訪れてみると、発見したはずの島が跡形も無く消えているということが起こる、すなわち「幻の島」が存在することが古くから知られていた。無論これは幻を見たわけではない。実際は巨大な氷塊なのだが、その表面が岩や砂礫で覆われていたり、その表面にコケが生育していたりするので、まさかこれが氷でできた浮島だとは思わずに、本物の島だと思い込んでしまったのが、この幻の島の正体である。氷島の表面がこのようなことになっているのは、氷島は海氷を起源としておらず、氷河を起源としているからだ。氷島は、降り積もった雪などが溜まり氷河となり、約3000年かけて形成された、最大100m程の厚みを持った氷塊なのである。このように巨大なため、氷島の上では航空機の離着陸も可能である。この氷島は、北極海を風の影響で漂流するため、以前見つけたはずの島が幻になってしまう。風向によって移動方向こそ変化するものの、だいたい風速の100分の1〜20分の1程度の速度で移動すると言われており、おおよそ1日に数百m〜数千m程度移動する。なお、氷島は風の影響で漂流しているとは言え、単純に風下へと移動するのではなく、風か海面に及ぼす応力によって生じた海流である吹送流（すいそうりゅう）の流れの方向へと移動する傾向にある。

## 第二次世界大戦後の氷島の利用
北極海は第二次世界大戦後の冷戦下において、アメリカ合衆国とソビエト連邦とが向かい合っている場所でもあった。このためここでは軍隊などが偵察を行ったりしていた。この結果、アメリカ合衆国空軍は、1946年

に正体不明物体を海上にて発見し、これを「ターゲット-1」（T1と略すこともあるので、以降T1と略す。T2以下も同様。）と呼んだ。これは氷島であり、その大きさは、長径約29km、短径約24kmであった。T1（1946年3月に発見）に引き続いて、その後もアメリカ合衆国は、T2（1948年4月に発見）、T3（1950年3月に発見）というように氷島を発見していったが、当初はその存在を秘密にしていた。なお、この発見年と発見月には文献により異なっている場合があり、T1が発見されたのは1946年8月であり、T2が発見されたのは1950年7月であり、T3に至っては実は1947年には発見されていたとする文献も存在する。このようにいつ発見されたかについての詳細はハッキリとしないが、アメリカ合衆国が見つけた氷島のT3の上には、1952年にアメリカ合衆国が観測基地を設営した。もちろんソビエト連邦も氷島の存在は認知していたが、アラスカ側とは違って、東シベリア海付近には氷島が流れてくることはほとんどないため、ソビエト連邦は、主に多年性の海氷の上に観測基地を設営した。ただし、海氷の上よりも氷島は、その巨大さと厚さのために長期に渡って安定して存在できるので、この点で氷島に観測基地を設営するのに比べて、海氷の上に観測基地を設営するのは不利であった。なお、国際地球観測年（1957年〜1958年）では、アメリカ合衆国とソビエト連邦の浮氷上の観測基地同士が、連絡を取りながら観測を行ったことでも知られている。また、この時にT3上に設けられたアメリカ合衆国の観測基地は、広く世界中の研究者が知るところとなった。ともあれ、このように氷島を含めて北極海に浮かぶ氷の上で様々な観測を行ったことによって、北極海について様々な知見を得ることができた。例えば、ロマノソフ海嶺の発見、北極海の海水温の鉛直分布などである。船舶や航空機などとは違って、氷島の上はとても静かで、しかも安定しているので、この他にも重力分布や地震などの観測にも向くことで知られている。

## 主な参考文献
- 国立極地研究所 編集 『南極・北極の百科事典』 丸善 2004年3月30日発行 ISBN 4-621-07395-8